# Бланкет
Бланкет (англ. blanket) — одна з основних частин термоядерного реактора. Бланкет реактора є спеціальною оболонкою, що оточує плазму, у якій відбуваються термоядерні реакції і яка слугує для утилізації енергії термоядерних нейтронів. 
Бланкет реактора розташований за першою стінкою робочої камери. Він захоплює нейтрони, що утворюються унаслідок дейтерієво-тритієвої реакції та перетворення енергії нейтронів у теплову енергію. За складом бланкету термоядерні реактори поділяються на «чисті» та гібридні. У бланкеті чистого реактора відтворюється лише тритій. У гібридному термоядерному реакторі бланкет окрім літія містить вихідні матеріали для отримання нуклідів, що діляться.